# مقاطعة ديفيس (آيوا)
مقاطعة ديفيس (بالإنجليزية: Davis County)‏ هي إحدى مقاطعات ولاية آيوا في الولايات المتحدة الأمريكية.

## أعلام
- والتر إي. رينو
- بلاك هوك